# Biskopstorp (Skellerup Sogn)
 For alternative betydninger, se Biskopstorp. (Se også artikler, som begynder med Biskopstorp)
Biskopstorp er en lille hovedgård, som er dannet i 1765. Gården ligger i Skellerup Sogn, Vindinge Herred, Ullerslev Kommune.
Biskopstorp Gods er på 200 hektar med Såderup Gammelgård

## Ejere af Biskopstorp
- (1765-1834) Slægten Petersen
- (1834-1879) Edelus Fridericus Benedictus Petersen
- (1879-1916) Frederik Axel Ludvig August baron Reedtz-Thott
- (1916-1928) Sophie Magdalene Pauline Berner-Schilden-Holsten gift Reedtz-Thott
- (1928-1941) Holger Gustav Tage baron Reedtz-Thott
- (1941-1956) Gudrun Holgersdatter baronesse Reedtz-Thott gift Høegh-Guldberg
- (1956-1967) Peder Mortensen
- (1967-1987) Enke Fru Mary Mortensen
- (1987-1995) Poul Arvi Kronshage Rasmussen
- (1995-2005) Lars Kronshage Rasmussen
- (2005) Henriette Harries Ærenlund / Christian Fogh Pedersen
- (2005-) Hanne-Mi Boisen gift Jensen / Knud Morten Bang Jensen